# Asemesthes decoratus
Asemesthes decoratus är en spindelart som beskrevs av William Frederick Purcell 1908. Asemesthes decoratus ingår i släktet Asemesthes och familjen plattbuksspindlar. Inga underarter finns listade i Catalogue of Life.